# Іваненко Сергій Васильович
Сергі́й Васи́льович Іване́нко — підполковник Збройних сил України.

## Нагороди
- орден Богдана Хмельницького III ступеня (27.11.2014).